# Fiji Museum
O Fiji Museum é um museu em Suva, Fiji, localizado nos jardins botânicos da capital, Thurston Gardens.

## História
O museu foi fundado em 1904 por uma associação voluntária, o Museu dos Amigos de Fiji. Durante o século XX, sua localização mudou várias vezes antes de sua localização atual em Thurston Gardens. A sua localização original era na antiga Câmara Municipal. O museu foi inaugurado em 1955 pelo governador de Fiji, Sir Ronald Garvey. Em 2019, foi apresentada uma proposta de que parte do local de Thurston Gardens poderia ser desenvolvida pelo Alto Comissariado Indiano; esta proposta foi contestada pelo Diretor do Museu de Fiji, Sipiriano Nemani. Em 2021, a ex-diretora do museu, Timaima Sagale Buadromo, teve a absolvição das acusações de corrupção e abuso de poder revertida, a fim de aguardar um novo julgamento.
O museu faz parte da Rede de Museus e Mudanças Climáticas. O Museu de Fiji foi a instituição anfitriã do secretariado da Associação de Museus das Ilhas do Pacífico (PIMA) até 2006, quando o secretariado transferiu a sua base de operações para Port Vila, em Vanuatu. O museu é um órgão estatutário e está sob a administração da Lei dos Museus de Fiji e da Lei de Preservação de Objetos de Interesse Arqueológico e Paleontológico.

## Coleções
O Museu de Fiji possui a coleção mais importante de artefatos de Fiji do mundo. A peça central da coleção do museu é a canoa de casco duplo de 13 metros de comprimento, Ratu Finau. Outros objetos importantes incluem o leme do HMS Bounty, objetos relacionados ao canibalismo, bem como objetos que registram o impacto do impacto colonial nas ilhas. Isso inclui uma exibição sobre as comunidades indo-fijianas. O museu coleta histórias orais e realiza escavações arqueológicas. O museu possui uma coleção de arte contemporânea. Também possui uma coleção de manuscritos.

## Pesquisa

### Arqueologia e escavação
As coleções arqueológicas do museu datam de 3 700 anos. Material osteológico da coleção arqueológica foi utilizado para análise isotópica estável (δ13C, δ15N) de colágeno ósseo, a fim de identificar a "contribuição percentual da carne humana" para dietas pré-históricas. Os resultados do estudo mostraram que este valor era "baixo para todos os Lauans individuais".
O museu organizou e fez parceria em escavações arqueológicas nas ilhas, incluindo:
- Projeto de Pesquisa Sigatoka (1967), que incluiu locais em Natunuku, Sigatoka e outros para investigar a pré-história polinésia;[15][16]
- Rove Beach, Ilha Viti Levu (2003) para investigar o assentamento Lapita;[17]
- Ilhas Mamanuca e Malolo (2006);[18]
- Cikobia-i-Ra, para investigar práticas funerárias;[19]
- Monte Cerimonial Navatanitawake na ilha de Bau (1970).[20]

### Parcerias colaborativas
Em 2021, o museu assinou um memorando de entendimento com quatro museus britânicos para marcar o 50º aniversário de Fiji com um programa de intercâmbio de conhecimentos. De acordo com a proposta, a equipe do Museu de Fiji forneceria informações culturais sobre os artefatos iTaukei mantidos em coleções britânicas.

## Galeria

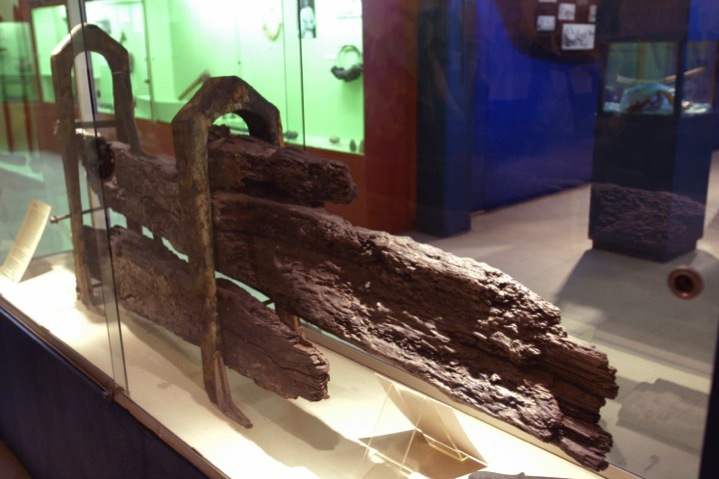
Leme do HMS Bounty
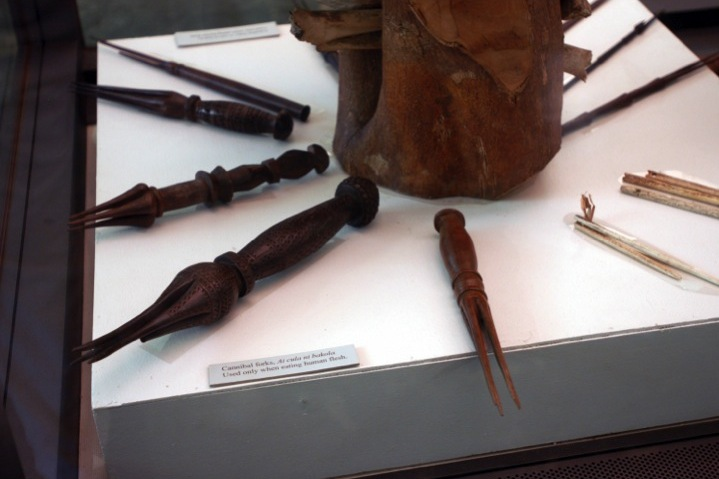
Garfos usados em práticas canibais
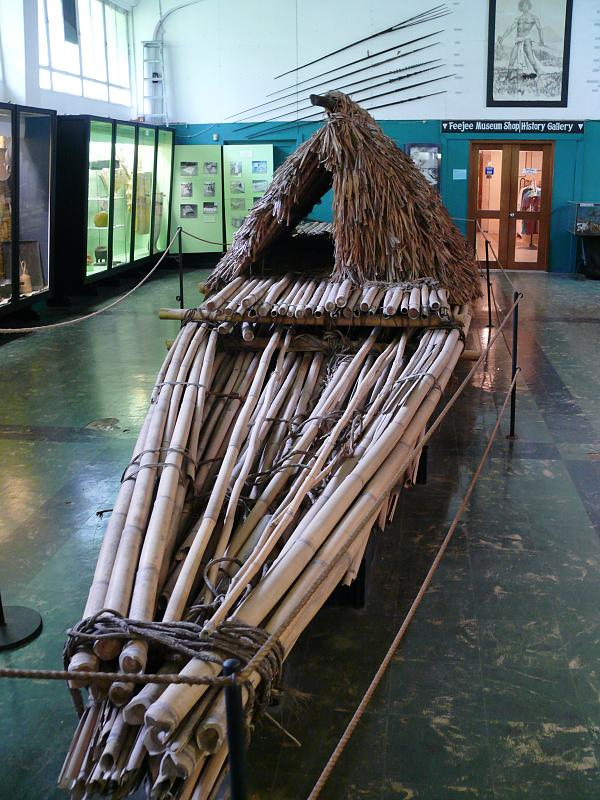
Jangada de Fiji
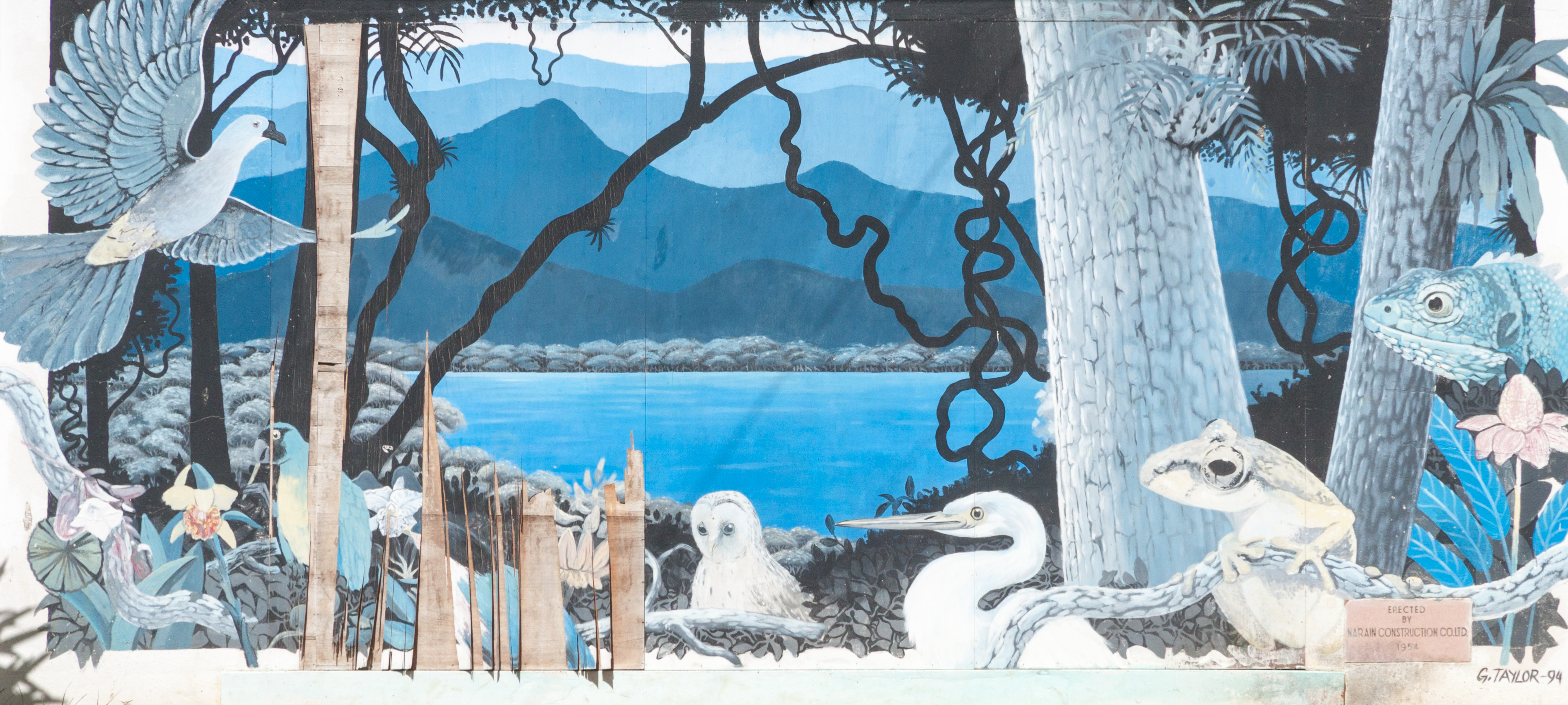
Mural no Museu de Fiji
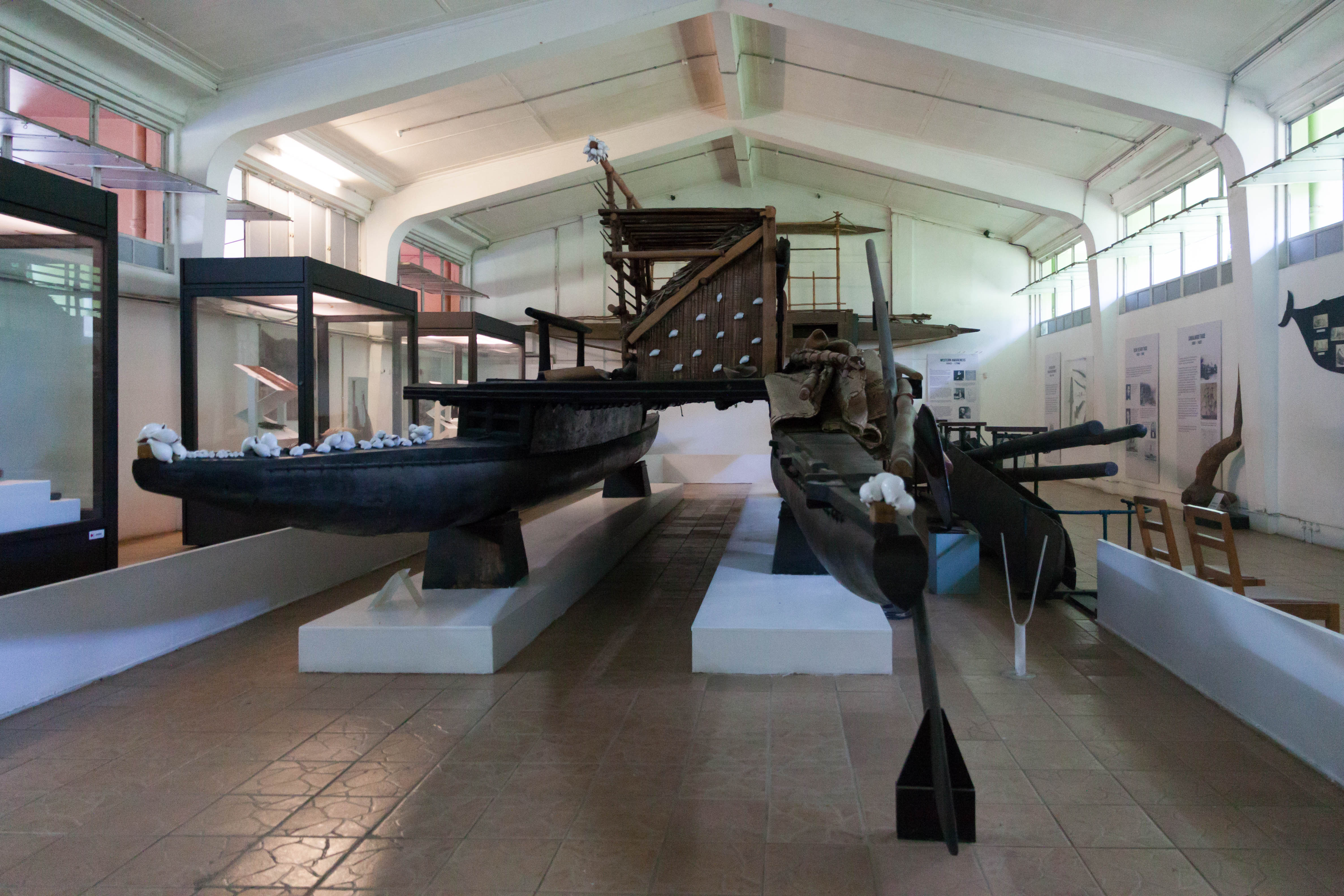
Ratu Finau (1913), o último waqa tabus (canoa de casco duplo) de Fiji